# Claudio Barragán
Claudio Barragán Escobar (Manises, 10 de abril de 1964) é um ex-futebolista e treinador de futebol espanhol que jogava como atacante. Destacou-se com as camisas de Elche e Deportivo La Coruña.

## Carreira
Iniciou a carreira em 1980, com apenas 16 anos, pelo Levante. Em 1982, ainda em tenra idade, foi emprestado ao Ceuta para ganhar mais experiência.
Na primeira passagem do atacante pelo Elche, jogou 149 partidas e marcou 33 gols. Jogou ainda por Mallorca e Deportivo La Coruña, sendo que, neste último, integrou o chamado "Super Depor", liderado pelos brasileiros Bebeto e Mauro Silva, tendo atuado em 114 jogos e marcando 35 gols.
Voltou ao Elche em 1996, e na segunda passagem pelos Franjiverdes, Claudio atuou em 103 partidas, e balançou as redes adversárias em 19 oportunidades, encerrando a carreira profissional em 2000. Regressou aos gramados em 2002, pelo Alone de Guardamar, atuando por 2 temporadas antes de encerrar definitivamente a trajetória como jogador, aos 40 anos.

## Treinador
Já aposentado, adotou o sobrenome quando passou a dedicar-se à carreira de técnico. No Elche, trabalhou como auxiliar-técnico entre 2004 e 2008, ano em que iniciou a carreira como treinador, no mesmo clube.
P trabalho mais conhecido de Barragán foi na Ponferradina, comandado por ele entre 2011 e 2014, porém sempre na briga contra o rebaixamento à Segunda Divisão B. Desde novembro, ele é treinador do Cádiz.

## Seleção Espanhola
Pela Seleção Espanhola, Claudio atuou em apenas 6 jogos entre 1992 e 1993. Sua estreia foi contra a Irlanda do Norte, pelas Eliminatórias para a Copa de 1994, a qual não chegou a ser convocado. Não marcou nenhum gol com a camisa da Fúria.

## Links
- BDFutbol Perfil como jogador
- BDFutbol Perfil como treinador
- Estatísticas na Seleção Espanhola
- Perfil em Futbolme (em castelhano)
- Arquivos do Deportivo
- Claudio Barragán em National-Football-Teams.com